# 鲍氏小蚁蛛
鲍氏小蚁蛛（学名：Micaria bonneti）为平腹蛛科小蚁蛛属的动物。在中国大陆，分布于甘肃、河北等地。该物种的模式产地在甘肃。